# Dibujo

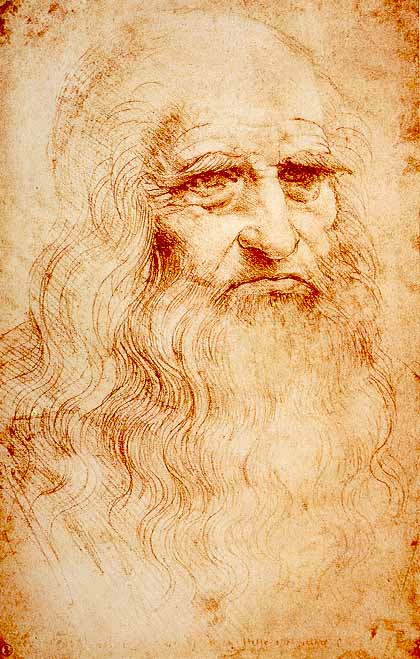
Supuesto autorretrato de Leonardo da Vinci; dibujo a la sanguina, Turín, Biblioteca Real

El término dibujo significa tanto el arte que enseña a dibujar, como la delineación, figura o imagen ejecutada en oscuro y claro; toma nombre de acuerdo al material con el que se hace. Es una forma de expresión gráfica que plasma imágenes sobre un espacio plano, considerado parte de la pintura y una de las modalidades de las artes visuales. Se considera al dibujo como el lenguaje gráfico universal y ha sido utilizado por la humanidad para transmitir ideas, proyectos y en un sentido más amplio, para comunicar y expresar emociones, sentimientos y pensamientos. Se manifiesta en diferentes técnicas y estilos, desde el boceto rápido hasta el detallado trabajo artístico, abarcando un amplio espectro de posibilidades creativas. El dibujo ha sido fundamental en la historia de la humanidad, desde las pinturas rupestres hasta el diseño digital contemporáneo, reflejando la evolución del pensamiento y la cultura humana.

## Descripción general

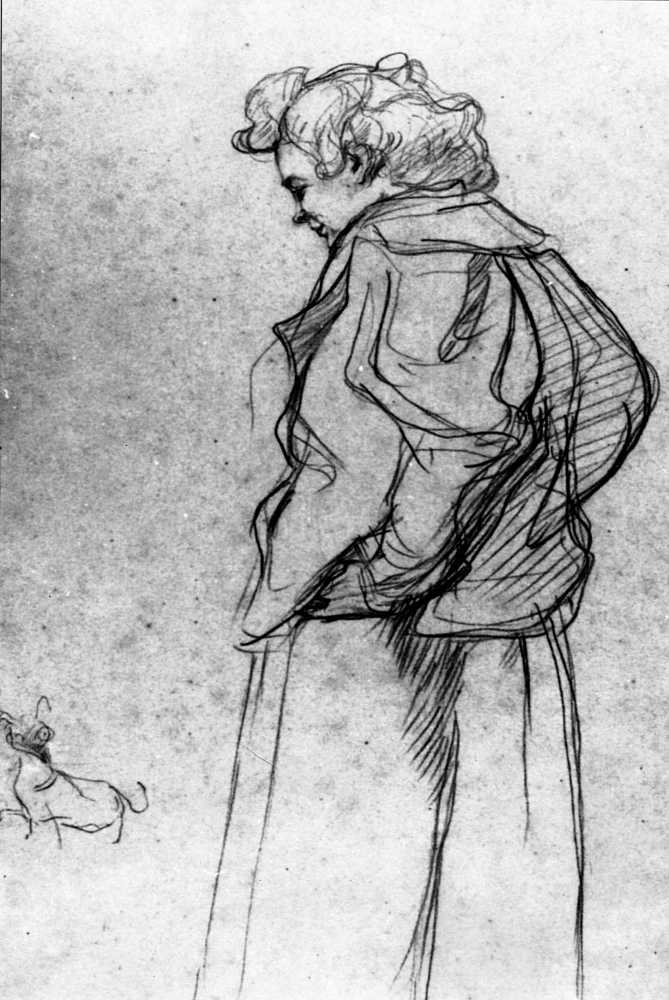
Madame Palmyre con su perro, 1897. Dibujo de Henri de Toulouse-Lautrec.

El dibujo es una de las formas más antiguas de expresión humana dentro de las artes visuales. Generalmente se ocupa del marcado de líneas y áreas de tono en papel u otro material, donde la representación precisa del mundo visual se expresa sobre una superficie plana. Los dibujos tradicionales eran monocromáticos, o al menos tenían poco color, mientras que los dibujos modernos a lápiz de colores pueden acercarse o cruzar una frontera entre el dibujo y la pintura. En la terminología occidental, el dibujo es distinto de la pintura, aunque a menudo se emplean medios similares en ambas tareas. En las pinturas al pastel se pueden utilizar medios secos, normalmente asociados con el dibujo, como la tiza. El dibujo se puede realizar con un medio líquido, aplicado con pinceles o bolígrafos. Soportes similares también pueden servir para ambas cosas: pintar generalmente implica la aplicación de pintura líquida sobre lienzos o paneles preparados, pero a veces se dibuja primero un dibujo inferior sobre ese mismo soporte.
El dibujo suele ser exploratorio, con considerable énfasis en la observación, la resolución de problemas y la composición. El dibujo también se utiliza habitualmente en la preparación de una pintura, lo que oscurece aún más su distinción. Los dibujos creados para estos fines se denominan bocetos.
Hay varias categorías de dibujo, incluidos dibujos de figuras, caricaturas, garabatos y dibujo a mano alzada. También hay muchos métodos de dibujo, como el arte con líneas, el punteado, el sombreado, el método surrealista de la grafomanía entópica (en el que se hacen puntos en los lugares de impurezas en una hoja de papel en blanco y luego se hacen líneas entre los puntos), y calco (dibujar en un papel translúcido, como papel de calco, sobre el contorno de formas preexistentes que se ven a través del papel).
Un dibujo rápido y sin refinar suele denominarse un boceto.
En campos ajenos al arte, los dibujos técnicos o planos de edificios, maquinaria, circuitos y otras cosas a menudo se denominan "dibujos" aunque hayan sido transferidos a otro medio mediante impresión y no a mano.

## Historia del dibujo
El dibujo sirve como una herramienta para la representación de objetos reales o ideas que, a veces, no es posible expresar fielmente con palabras (o único medio de expresión ante la carencia de escritura). Los primeros dibujos conocidos se remontan a la prehistoria, teniendo 73 000 años la primera muestra. Entre las pinturas rupestres destaca la cueva de Altamira, donde el ser humano plasmó en los techos y paredes de las cavernas lo que consideraba importante transmitir o expresar, normalmente actividades relacionadas con su forma de vida y su entorno. 

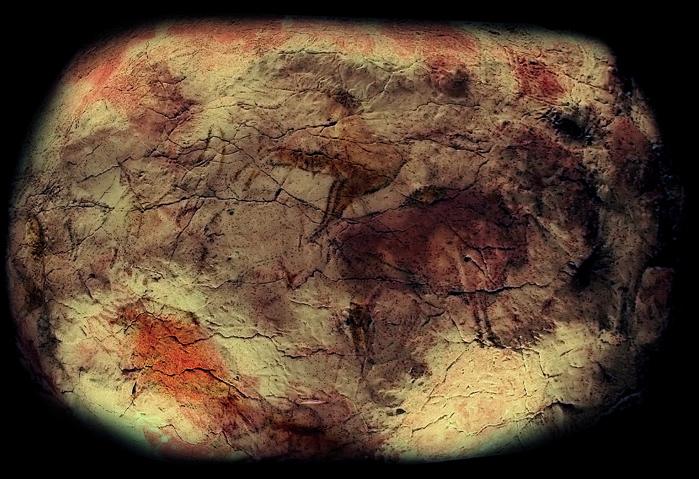
Dibujos y pinturas de la cueva de Altamira, en España.

De las primeras civilizaciones perduran escasos ejemplares de dibujos, normalmente, por la fragilidad del material en el que fueron ejecutados (se han hallado en ostraca y pinturas murales inacabadas), o porque eran un medio para elaborar pinturas posteriormente, recubiertos con capas de color. Las culturas de la Antigua China, Mesopotamia, el valle del Indo o el Antiguo Egipto dejaron muestras claras de ello, ideando los primeros cánones de proporciones, como sucedió también en la Antigua Grecia y Roma.
En la Edad Media, se utilizó profusamente el dibujo, generalmente coloreado, para representar sobre pergaminos temas religiosos a modo de explicación o alegoría de las historias escritas, privando así lo simbólico sobre lo realista, incluso las proporciones y cánones de la época. La cultura islámica también contribuyó con preciosos dibujos que solían acompañar textos de anatomía, .astronomía. o astrología.
En el Renacimiento, el dibujo eclosiona y logra alcanzar sublimes logros. Por primera vez se estudia el método de reflejar la realidad con la mayor fidelidad posible, con arreglo a normas matemáticas y geométricas impecables: con Filippo Brunelleschi surge la perspectiva cónica. El dibujo, de la mano de los grandes artistas renacentistas cobra autonomía, adquiriendo valor propio en autorretratos, planos arquitectónicos y variados temas realistas –como los de Leonardo da Vinci–, además servir como estudio previo imprescindible de otras artes, como la pintura, escultura o arquitectura.

## Concepto
El dibujo es el lenguaje universal, ya que sin mediar palabras es posible transmitir ideas de modo gráfico que resulten comprensibles para todos. Hay dibujos que son reconocidos dentro de una cultura, denominados símbolos. Otros ejemplos son los pertenecientes a la señalética, actividad que se encarga de comunicar parámetros de comportamiento en una determinada localización por medio del lenguaje gráfico.
Paul Valéry decía que las tres grandes creaciones humanas son el dibujo, la poesía y las matemáticas.

## Tipos de dibujo

### Según su concepción
De acuerdo con su objeto, el dibujo se puede clasificar en:
- dibujo a mano alzada
- dibujo al natural
- dibujo animado
- dibujo artístico
- dibujo de concepción
- dibujo de definición
- dibujo de fabricación
- dibujo geométrico
- dibujo industrial
- dibujo mecánico
- dibujo técnico

Estos determinan precisamente el orden cronológico para representar y transmitir a través de bosquejos, diagramas o esquemas de la idea o proyecto que desea desarrollar y ejecutar su inventor o diseñador: plasmando en su orden la idea general, su espacio forma y dimensión, y por último su proceso y técnica de fabricación.

### Según su objetivo

#### Dibujo artístico

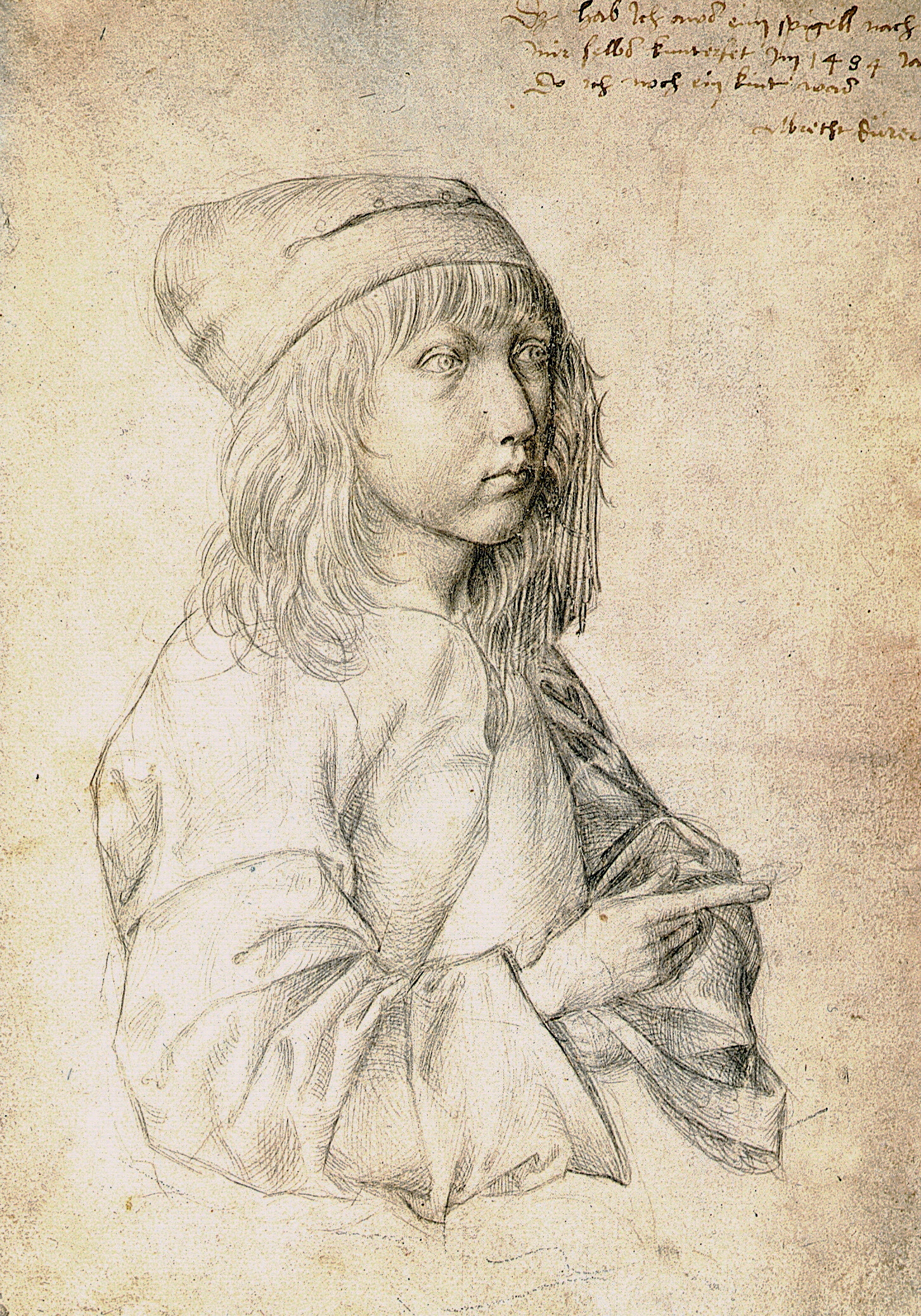
Dibujo artístico. Autorretrato a los 13 años por Alberto Durero, 1484.

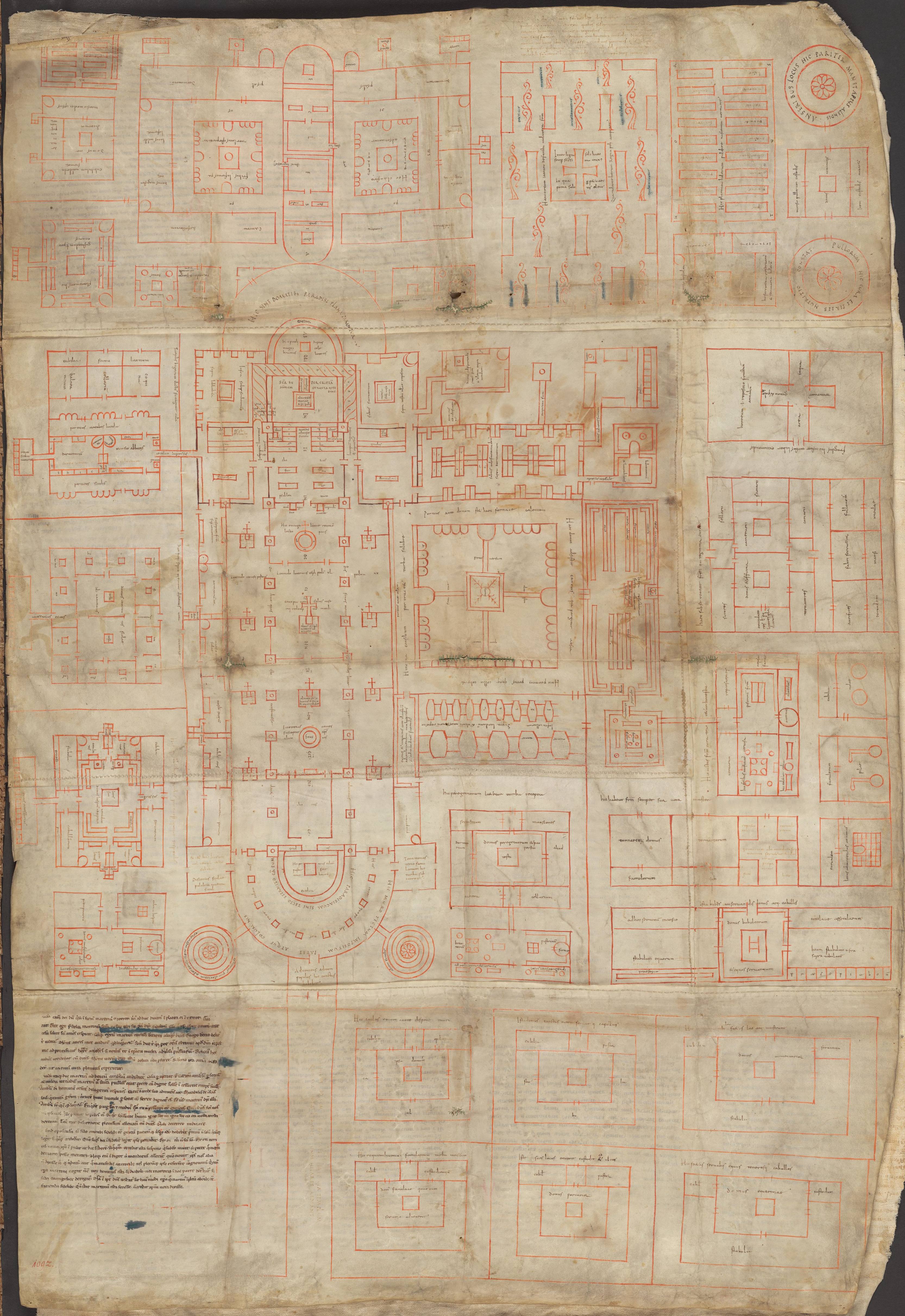
Dibujo arquitectónico de la abadía de San Galo (c. 825), considerado el plano arquitectónico conservado más antiguo del mundo.

Es la representación de un objeto por medio de líneas que limitan sus formas y contornos. Se trata de una abstracción de la mente que permite fijar la apariencia de la forma, puesto que el ojo solo percibe masas coloreadas de diversa intensidad. Los dibujos artísticos suelen ser representaciones de objetos o escenas donde el artista ve, recuerda o imagina. Estos pueden ser realistas: un ejemplo son los retratos o los dibujos arquitectónicos. El dibujo también puede llegar al grado de perder cierta aproximación con la realidad (como las caricaturas), relativamente alejados de la realidad (los dibujos animados y los cómics), hasta llegar a lo surrealista y lo abstracto.
Proceso
- Apunte: dibujo rápido que se usa para captar y recordar las características de lo que se va a dibujar después. Es especialmente útil cuando se dibujan exteriores o figuras en movimiento.
- Boceto: prueba del dibujo en un papel aparte. Sirve para ayudar a decidir el encuadre, la composición, qué elementos se incluyen.
- Encajado: líneas generales que se trazan en el papel definitivo (se tapan o borran después), sirven como base del dibujo.
- Línea: dibujo de los contornos. Se dibuja primero lo más general y después el detalle.
- Valorización: para conseguir más realismo y volumen, se hace un sombreado. Se hace una transición color de las zonas más claras a las zonas más oscuras. Las zonas de luz se pueden aclarar borrando o usando un lápiz de color blanco o similar, mientras que las zonas oscura se logran saturando el material.
- Color: un dibujo puede llevar color, especialmente si está destinado a ser una ilustración (dibujo que acompaña a un texto en libros, carteles, etc.), aplicado mediante varias técnicas: acuarela, tinta, lápiz de color, ordenador. El color puede ser plano (homogéneo) o con textura (apariencia irregular que se puede conseguir con el material, el papel, la técnica, ...).
- Correcciones: los errores se pueden corregir de diferentes formas, borrando, cubriendo una zona del dibujo con pintura o un trozo de papel y dibujando sobre él, o realizando un escaneo del dibujo y modificándolo en un programa de retoque fotográfico con el que se pueden eliminar, añadir o resaltar cosas, mejorar contrastes y colores.
- Proporción: da al objeto representado la armonía necesaria al relacionar correctamente todos los elementos que lo conforman. Un consejo útil y práctico al momento de realizar el encuadre del dibujo, es colocar esté frente a un espejo, de esta manera se descubre si la obra se encuentra bien proporcionada y si guarda la simetría correspondiente; esto es muy útil en especial con los dibujos del rostro y en retratos. Otras formas de evaluar si el dibujo es correcto son: colocarlo al revés, mirarlo a contraluz por el reverso de la hoja o colocar la hoja un poco más abajo para cambiar la perspectiva al mirarla.

Un modo de dibujo a mano alzada es el realizado sobre la marcha, sin correcciones posteriores, por viajeros, exploradores, científicos. A este tipo de dibujos se les conoce como cuadernos de campo y como ejemplos se pueden citar a Wilhelm Filchner y Julio Caro Baroja.

#### Dibujo geométrico
Es aquel que se representa por medio de gráficas planas. Constituye un sistema de enseñanza estructurado para garantizar, tanto al alumno de los primeros años de las Escuelas Técnicas como a los de las facultades de Arquitectura e Ingeniería –bachilleres o peritos mercantiles– un rápido manejo y posterior dominio de la mano en el plano. Tal surge de sus figuras y dibujos, la enumeración y designación de los útiles y la explicación del empleo de lo estrictamente necesario; las características de la caligrafía técnica, sus grupos para realizar la práctica adecuada y los consejos para efectuar los ejercicios. También se incluyen las principales figuras geométricas y se detalla el modo lógico de construirlas, el enfoque fruto de una tarea minuciosa y una metodología adquirida día a día.

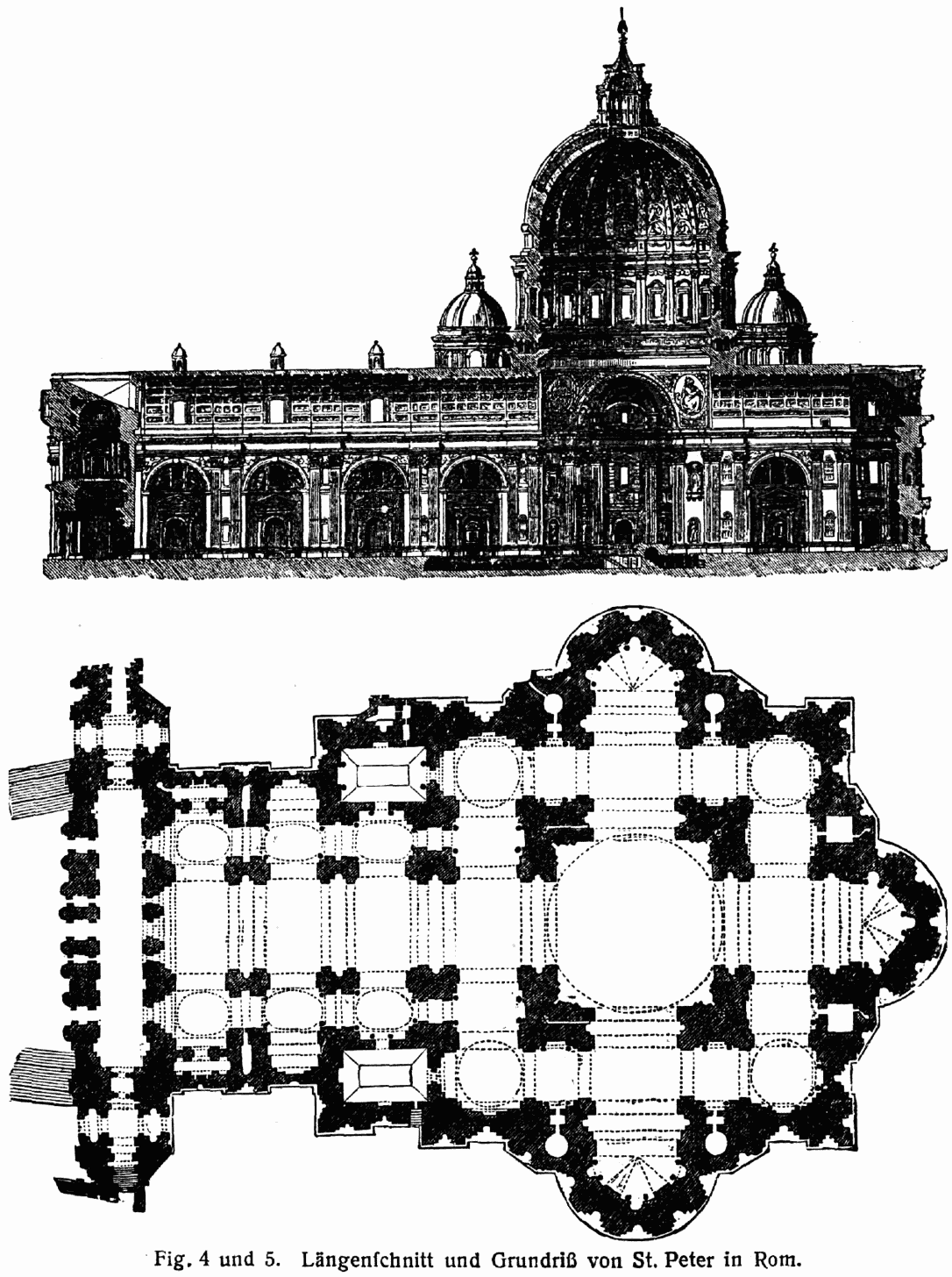
Dibujo arquitectónico histórico: planta y sección de la basílica de San Pedro, Roma.

#### Dibujo técnico
El dibujo técnico es el lenguaje gráfico universal técnico normalizado. Las aptitudes para esta clase de dibujo se aprenden, ya que debe cumplir con determinadas normas. Se subdivide en dibujo técnico especializado, según la necesidad o aplicación las más utilizadas o difundidos en el entorno técnico y profesional. Cada uno se caracteriza porque utiliza una simbología propia y específica generalmente normalizada legalmente.
Los planos que representan un mecanismo simple o una máquina formada por un conjunto de piezas se denominan planos de conjunto, y los que representan un único elemento, planos de pieza. Los que representan un conjunto de piezas con las indicaciones gráficas para su colocación y ensamble, son llamados planos.

#### Dibujo geodésico

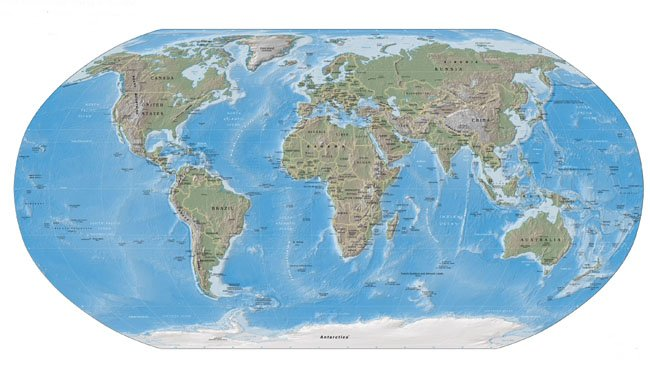
Dibujo geodésico: mapa físico-político de la Tierra

En un mapa bidimensional del mundo, como si la tierra fuera plana, deben trazarse los meridianos (círculos concéntricos verticales) en forma de líneas rectas verticales. En algunos mapas, los paralelos (círculos paralelos horizontales) se dibujan como líneas horizontales paralelas, y los meridianos son curvas que parten de los polos.

## Instrumentos y materiales

Dibujo de rectas paralelas sobre papel con escuadra y tiralíneas

Más que una técnica gráfica basada en el uso de la línea, el dibujo es la expresión de una imagen que se hace en forma manual, es decir, se usa la mano para realizarlo. Los instrumentos que se pueden usar son muchos, como también la superficie donde se puede hacer. Los más usados son el papel como soporte y el lápiz como el instrumento, pero actualmente se usan computadoras utilizando el teclado, mouse, o un lápiz óptico, más común en Tablet PC.

### Instrumentos
Los instrumentos para dibujar son los lápices de grafito, como los lápices de dibujo (6b), (2b) y (HB), los más importantes en el dibujo básico, la pluma estilográfica, carboncillos, regla, compás o escuadras, entre otros.

### Tintas y pigmentos
El medio hace referencia a que tipo de tinta, pigmento o color va a ser utilizado sobre la superficie a dibujar. La herramienta utilizada puede ser seca como el grafito, pasteles, conté, o húmedo como marcadores, pluma o tinta. Los lápices acuosos pueden ser utilizados en seco, pero al estar húmedos adquieren un tono diferente. Aunque es inusual, en ocasiones los artistas trabajan con una clase de tinta invisible.

### Soportes físicos
El soporte físico puede ser cualquiera, desde la antigüedad se ha ido cambiando de un formato a otro. Los más utilizados son aquellos basados en papel o cartón, aunque la variedad llega a ser tan ingente que es difícil concretar.
Según a que se destine el dibujo, se puede utilizar desde el lienzo para una obra representativa con fines decorativos al polipropileno para plasmar dibujos en carteles con fines publicitarios.

## Semiótica del dibujo
El dibujo es un tipo de signo; más específicamente, un signo visual. Como tal, depende del signo icónico, indéxico y simbólico. Es signo pues es una expresión con la intención de «transmitir una información, para decir, o para indicar a alguien que otro conoce y que quiere que lo conozcan lo demás también».
Como mensaje visual global distingue como signo visual dos tipos de entidades teóricas distintas, la primera el signo icónico que es analógico y mimético (figurativo) y el segundo, el signo plástico, que posee códigos basados en la línea, el color y la textura (abstracción).

## La perspectiva

Dibujo digital con perspectiva de dos puntos

La perspectiva lineal es un método de retratar objetos sobre una superficie plana de manera que las dimensiones se contraen con la distancia. Cada conjunto de bordes paralelos y rectos de cualquier objeto, ya sea un edificio o una tabla, sigue líneas que finalmente convergen en un punto de fuga. Habitualmente, este punto de convergencia está en algún lugar a lo largo del horizonte, ya que los edificios están construidos al nivel de la superficie plana. Cuando varias estructuras están alineadas entre sí, como edificios a lo largo de una calle, las cimas horizontales y los fondos de las estructuras convergen típicamente en un punto de fuga.
Cuando se dibujan ambos frentes y lados de un edificio, las líneas paralelas que forman un lado convergen en un segundo punto a lo largo del horizonte (que puede estar fuera del papel de dibujo). Esta es una perspectiva de dos puntos. La convergencia de las líneas verticales con un tercer punto por encima o por debajo del horizonte produce una perspectiva de tres puntos.
La profundidad también puede ser retratado por varias técnicas, además de la perspectiva enfoque anterior. Los objetos de tamaño similar deben aparecer cada vez más pequeños cuanto más lejos están del espectador. Por lo tanto, la rueda trasera de un carro aparece ligeramente más pequeña que la rueda delantera. La profundidad puede ser retratado a través del uso de la textura. A medida que la textura de un objeto se aleja, se vuelve más comprimida y ocupada, adquiriendo un carácter completamente diferente al de si estaba cerca. La profundidad también se puede representar reduciendo el contraste en objetos más distantes, y haciendo sus colores menos saturados. Esto reproduce el efecto de la neblina atmosférica y hace que el ojo se enfoque principalmente en objetos dibujados en primer plano.